# Пищальники
Пища́льники — пехота Русского государства конца XV — первой половины XVI веков, обслуживающая и использующая пищали — артиллерийские орудия и ручное огнестрельное оружие.

## Терминология
Первое упоминание термина «пищаль» по отношению к огнестрельному оружию записано в Никоновской летописи под 1399 годом. Одно же из первых упоминаний производного к нему термина «пищальники» относится к 1485 году применительно к прихожанам Церкви Иоанна Златоуста в Рязанском княжестве: «А приход Златоусту — серебреники все, да пищальники». По всей вероятности, пищальниками здесь названы ремесленники, производящие огнестрельное оружие.
По отношению к людям, вооружённым огнестрельным оружием, данный термин впервые используется в переписных книгах по Новгородским пригородам под 1500 годом. В них записаны пищальники и воротники (люди, отвечавшие за охрану ворот) из нетяглого населения, которые несли службу в различных городах.
Начиная с 1510 года, упоминания о пищальниках, как о людях, вооружённых огнестрельным оружием и участвующих в боевых действиях, становятся регулярными.
В историографии существует разная трактовка термина «пищальники». Так, Н. М. Карамзин и ряд других историков считали, что пищальники — первоначальное название стрельцов. Однако, как в настоящее время считает большинство историков, пищальники первой половины XVI века были отдельной формой пехоты, полностью вытесненной или поглощённой стрельцами вскоре после их появления в 1550 году.
Следует отметить, что термин «пищальники» также может использоваться для обозначения любых воинов, вооружённых пищалями или аналогичным оружием.

## Предыстория

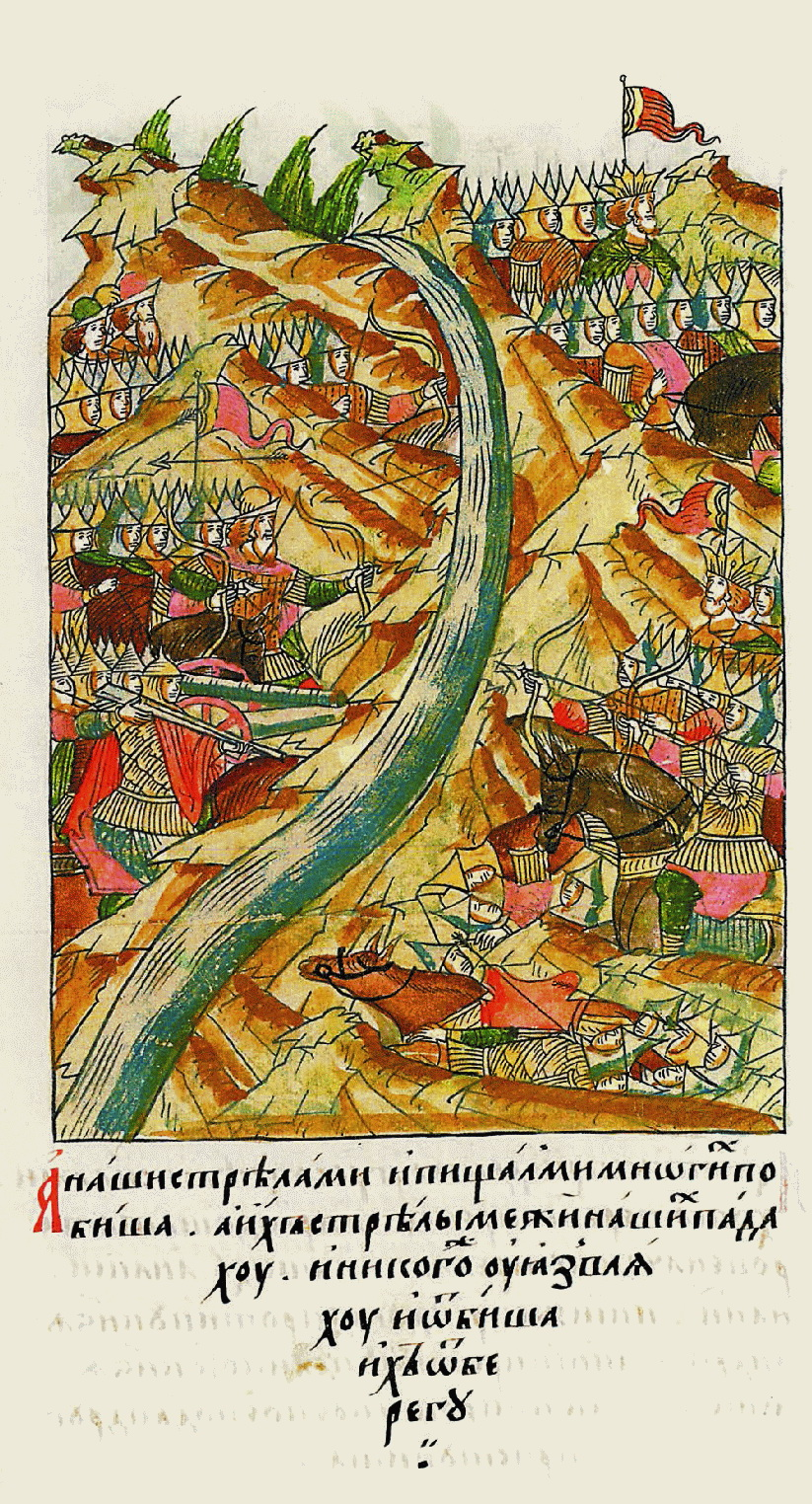
Стояние на Угре 1480 г. Миниатюра Лицевого летописного свода. XVI в.

Огнестрельное оружие на Руси появилось не ранее 1376 и не позднее 1382 года, когда оно было применено для обороны Москвы от войск Тохтамыша. Широкое распространение оно начало получать только с последней четверти XV века.
Поскольку термин «пищаль» использовался для обозначения как артиллерийских орудий, так и ручного огнестрельного оружия, точное время появления последнего по письменным источникам установить затруднительно. По мнению В. В. Пенского, первое письменное упоминание о применении ручного огнестрельного оружия псковскими отрядами относится к 1478 году. На миниатюре Лицевого летописного свода, изображающей стояние на Угре 1480 года, изображён ратник с ручной пищалью. В тексте летописи, однако, сказано просто о пищалях; по мнению В. В. Пенского, здесь подразумевались не ручные, а артиллерийские орудия. Собственно же «ручные пищали» впервые упоминаются в челобитной 1538—1539 года.
В 1486 году посол Георгий Перкамота сообщал о России, что «после того, как немцы совсем недавно ввезли к ним самострел и мушкет, сыновья дворян освоили их так, что арбалеты, самострелы и мушкеты введены там и широко применяются».
А. Н. Кирпичников, на основе археологических находок, датирует появление ручниц на Руси концом XIV — первой половиной XV века.
Изначально мастера, производившие орудия, обслуживали их и в бою; с конца XV века происходит разделение профессий по их изготовлению и использованию. Ключевую роль как в создании, так и обслуживании орудий играли иностранные мастера, в первую очередь, немцы и итальянцы.
При Иване III обслуживание огнестрельного оружия также частично было возложено на поместных детей боярских.

## Создание

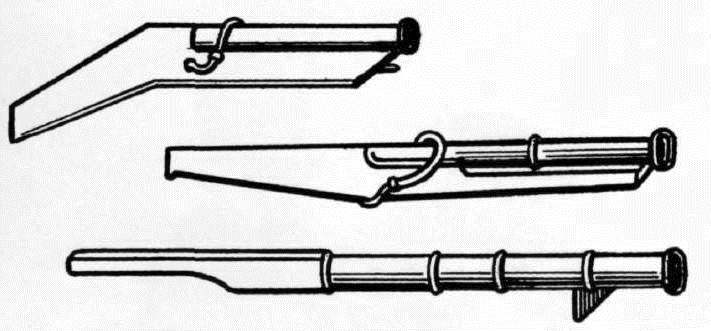
Ручные пищали XV века. Рис. из итальянской рукописи Francesco di Giorgi Martini, 1468 г.

Важным при их формировании отрядов пищальников был пример западных соседей — в частности, немецкая пехота, вооружённая огнестрельным оружием, в русских источниках называлась «жолныри» (от пол. żołnierz); а в 1505 году литовские «желныри», которые были взяты в плен после Ведрошской битвы, под командованием воеводы Хабара противостояли войскам Мухаммеда-Амина при обороне Нижнего Новгорода, за что и были освобождены.
В 1510 году в Пскове, вошедшем в состав Русского государства, Василий III оставил 1000 московских и 500 новгородских пищальников.

«… и кто у них на том месте на пустом учнут житии тем ихлюдем з городскими людьми к сотским и к десятским с тяглыми людьми не тянуть ни в какие протори, ни в розметы опричь посошные службы и пищалного наряду и городового дела»— Жалованная грамота Великого князя Василия III, Спасскому архимандриту Ионе с братьею, от 9 августа 1511 года.
 В царской грамоте 1517 года Василий III предписывал взыскать с 97 ярославских пищальников деньги в пользу Спасского монастыря за то, что они перестали платить деньги за перевоз через Волгу и Которосль — это свидетельствует об их значительной численности на Руси. Письменные источники часто упоминают новгородских и псковских пищальников — в первой половине XVI века их выставлялось от 100 до 1000 человек. В 1545 году наряду с пешими были отмечены конные пищальники: «Да у тех бы пищальников у конных и у пеших, у всякого человека было по пищали по ручной».

## Комплектование

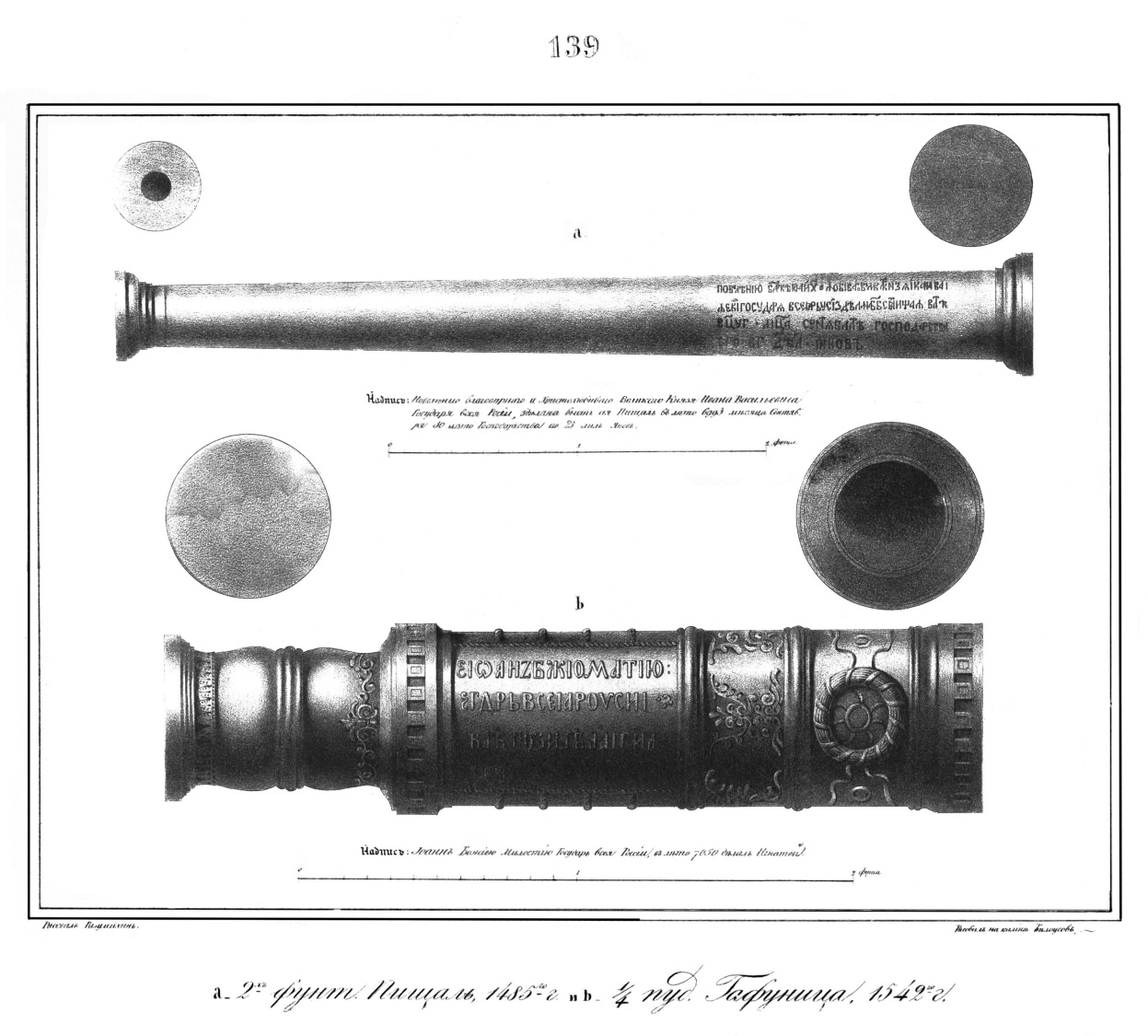
Русские пищаль 1485 года (литейщик Яков) и «гафуница» (гаубица) 1542 года (литейщик Игнатий).

Пищальники набирались из городского населения — выставлялись с посадских дворов. В среднем, один пищальник выставлялся с 3—5 дворов. Казённые пищальники должны были постоянно нести охранную службу, а в случае нападения врагов — оказать отпор. При этом они, вместе с воротниками подчинялись городовым приказчикам. В случае похода пищальники выставлялись от городов. На время похода также набирались временные пищальники из посадского тяглого населения. Поскольку термин «пищаль» относился не только к ручному огнестрельному оружию, в задачи пищальников входила и стрельба из артиллерийских орудий. Поэтому они использовались, преимущественно, при взятии городов; а также для «бережения» бродов и дорог. В доставке и обслуживании орудий им помогали «посошные люди». «Огненные стрельцы» были вооружены только ручным огнестрельным оружием. Пищальники вооружались за счёт своих городов. Казённые пищальники вооружались государством.
В 1545 году Новгороду и его пригородам для похода на Казань было предписано выставить 2000 пищальников, из них 1000 на конях и 1000 пеших. Каждый из них должен был иметь при себе крашеную однорядку или сермягу, ручную пищаль, пороха и свинца — «по 12 гривенок безменных», а также провизию.
Были введены новые прямые налоги, специально назначенные на военные нужды: «пищальные» деньги — на содержание пищальников, «емчужные» — на изготовление пороха для ружей, сбор на «городовое и засечное дело», то есть на постройку укреплений по окраинам (украинам), «полоняничные» деньги — на расходы по выкупу из плена русских.

## Участие в боевых действиях
Упоминание об участии пищальников в боевых действиях относится к 1508 году — когда великий князь приказал послать их в Прибалтику к литвинам.
В 1512 году со Пскова было набрано 1000 пищальников, которые приняли участие в походе на Смоленск. Они совершили безуспешный штурм города.
С 1512 года они начали участвовать в обороне границ. На Угре воеводам Булгакову и Челяднину было сказано пищальников и посошных людей разделить по полкам, сколько, где пригоже быть на берегу.
В 1515 году пищальники, наряду с детьми боярскими и казаками, охраняли посольство в Азов.
В Казанском походе 1524 года отмечено разделение наряда на меньший и больший, то есть на тяжёлую осадную артиллерию и на лёгкие затинные и ручные пищали. Кроме этого, наряд выделился из состава Большого полка. В 1530 году сообщается: «который был наряд, пищали полуторные и семипядные и сороковые и затинные, привезён на телегах на обозных к городу, а из них было стреляти по городу, и посошные и стрельцы те пищали в тот дождь пометали». Пищальники были названы стрельцами, поскольку посошная рать выполняла вспомогательные функции. Кроме того, впервые упоминается о гуляй-городе, который был применён в этом сражении (из-за его неготовности произошло поражение).
Наряд нередко доставлялся по рекам на судах, а по земле — конным обозом.
Пищальников распределяли в сотни, во главе которых стояли сотники — по мнению Чернова, из числа детей боярских.

## Упразднение
Основным недостатком пищальников был временный характер войска — они собирались на время похода, после чего расходились по домам. Другим недостатком была необходимость вооружаться за свой счёт.
В 1546 году при подготовке похода на Казань 50 новгородских пищальников пришли к Ивану IV с челобитьем, но он не захотел их слушать. Они обиделись и начали бунт, произошло столкновение между пищальниками, вооружёнными пищалями и ослопами, и дворянами, вооружёнными саблями и луками, которое привело к потерям. Царь и бояре сделали из этого выводы, и в 1550 году было сформировано постоянное стрелецкое войско.